# Karmin
Karmin es un dúo estadounidense de música pop compuesto por Amy Heidemann (Qveen Herby) y Nick Noonan. Se hicieron famosos en la red creando versiones de diferentes canciones como Look at Me Now de Chris Brown o Party Rock Anthem de LMFAO. Su canción Take it Away fue la canción oficial de Final de la NBA en 2011. El nombre de la banda proviene del nombre en latín "Carmen", que a su vez significa "canción", y de la palabra karma.

## Historia
Amy Heidemann, graduada de la escuela secundaria "Seward High School" en Nebraska junto con sus hermanos menores Eric Heidemann y Megan Heidemann. Nick Noonan se graduó de la escuela "Old Town High School" en Maine, donde fue miembro de una banda de conciertos y de la asamblea de Jazz. Amy y Nick se conocieron en el Berklee College of Music y poco después lanzaron su primer álbum llamado "Inside Out" (en español "Al revés") en mayo de 2010. por su aparición en Ellen, al lado de su aparición en The Ellen DeGeneres Show el grupo tuvo más de 150 millones de reproducciones en You Tube. El grupo ganó popularidad después de estar en reddit y por su video "Look at Me Now" que fue publicado en el blog de Ryan Seacrest. Más tarde el grupo agradeció a Reddit por darle un lugar a la mascota alíen en la versión de su video "6 Foot 7 Foot". Allí fue significante anticipación y especulación, que Karmin firmó con una discográfica.
El 2 de junio de 2011, la banda anunció que habían firmado con la discográfica Epic Records. En su web oficial preguntaron a los fanes que querían oír en su disco y el 50% contestaron que querían escuchar a Amy rapear.
El 4 de mayo de 2012, Karmin lanzó en formato físico y digital su EP Hello, que incluye éxitos como Brokenhearted y Hello, todos ellos con videoclip. También tiene dúo con la famosa banda Big Time Rush con la canción Song For You en el disco 24/seven.
El 25 de marzo de 2014 sacaron su primer álbum de estudio, Pulses. Y en abril de 2014 salió a la venta Savages, un álbum de la banda Breathe Carolina en el cual aparecen en una colaboración para la canción Bang It Out.
A finales de 2014 estrenan un remix de la canción "No Flex Zone", con la intención de promocionar su próximo álbum "Leo Rising". Después de este sencillo estrenan dos más en 2014, primero el video de "Sugar" y tiempo después el video de "Yesterday". En 2015 estrena "Along the Road" y tiempo después "Didn't Know You". Todos estos sencillos tuvieron videoclip; "No Flex Zone (Remix)" y "Didn't Know You" fueron subidos a su cuenta oficial de VEVO y los otros en su propio canal de Youtube. "Sugar" tuvo dos videoclips. En el mes de julio volvieron a los cover's con una versión del tema de Rihanna "Bitch Better Have My Money". Karmin anunció que su álbum "Leo Rising" saldrá en otoño.
La mayoría de sus singles fueron muy bien acogidos por sus fanes, pero las ventas fueron muy bajas, la mayoría no pudo entrar en las listas de éxitos.

## Discografía

### Álbumes de estudio
| Título                                                                                           | Detalles | Posiciones en Listas | Posiciones en Listas | Posiciones en Listas | Posiciones en Listas | Ventas       |
| Título                                                                                           | Detalles | US                   | US Heat              | US Indie             | AUS                  | Ventas       |
| ------------------------------------------------------------------------------------------------ | --- | -------------------- | -------------------- | -------------------- | -------------------- | ------------ |
| Karmin Covers, Vol. 1                                                                            | - Lanzamiento: 24 de mayo de 2011 - Discográfica: Karmin Music / The Complex Music Group - Formatos: Descarga digital    | —                    | 27                   | —                    | —                    |              |
| Pulses                                                                                           | - Lanzamiento: 25 de marzo de 2014 - Discográfica: Epic - Formatos: CD, descarga digital, streaming                      | 32                   | —                    | —                    | 46                   | - US: 27,000 |
| Leo Rising                                                                                       | - Lanzamiento: 9 de septiembre de 2016 - Discográfica: RED Associated Labels - Formatos: CD, descarga digital, streaming | —                    | —                    | 27                   | —                    |              |
| "—" denotes a recording that failed to chart, was ineligible for the chart, or was not released. | |                      |                      |                      |                      |              |

### EP
| Título                                                                                           | Detalles                                                                                                   | Posiciones en Listas |
| Título                                                                                           | Detalles                                                                                                   | US                   |
| ------------------------------------------------------------------------------------------------ | --- | -------------------- |
| Inside Out                                                                                       | - Lanzamiento: 10 de mayo de 2010 - Discográfica: Karmin Music - Formatos: CD, descarga digital, streaming | —                    |
| The Winslow Sessions                                                                             | - Lanzamiento: 16 de febrero de 2011 - Discográfica: Karmin Music - Formatos: Descarga digital, streaming  | —                    |
| Hello                                                                                            | - Lanzamiento: 4 de mayo de 2012 - Discográfica: Epic - Formatos: CD, descarga digital, streaming          | 18                   |
| "—" denotes a recording that failed to chart, was ineligible for the chart, or was not released. | |                      |

## Sencillos
| Título                                                                            | Año  | Posiciones en Listas | Posiciones en Listas | Posiciones en Listas | Posiciones en Listas | Posiciones en Listas | Posiciones en Listas | Posiciones en Listas | Posiciones en Listas | Posiciones en Listas | Posiciones en Listas | Certificaciones Ventas                                                                        | Album                 |
| Título                                                                            | Año  | US                   | US Dance             | US Pop               | AUS                  | BEL                  | CAN                  | IRL                  | JPN                  | NZ                   | UK                   | Certificaciones Ventas                                                                        | Album                 |
| --------------------------------------------------------------------------------- | ---- | -------------------- | -------------------- | -------------------- | -------------------- | -------------------- | -------------------- | -------------------- | -------------------- | -------------------- | -------------------- | --------------------------------------------------------------------------------------------- | --------------------- |
| "Take It Away"                                                                    | 2011 | —                    | —                    | —                    | —                    | —                    | —                    | —                    | —                    | —                    | —                    |                                                                                               | The Winslow Sessions  |
| "Crash Your Party"                                                                | 2011 | —                    | —                    | 36                   | —                    | —                    | —                    | —                    | 88                   | —                    | —                    |                                                                                               | Sin álbum             |
| "Look at Me Now"                                                                  | 2011 | —                    | —                    | —                    | —                    | —                    | —                    | —                    | —                    | —                    | —                    |                                                                                               | Karmin Covers, Vol. 1 |
| "Brokenhearted"                                                                   | 2012 | 16                   | 1                    | 10                   | 9                    | 61                   | 19                   | 40                   | —                    | 5                    | 6                    | - RIAA: Platino - ARIA: 2× Platino - MC: Platino - RMNZ: Platino - BPI: Plata - IFPI DEN: Oro | Hello                 |
| "Hello"                                                                           | 2012 | 62                   | 1                    | 16                   | 72                   | —                    | 72                   | —                    | —                    | 21                   | —                    |                                                                                               | Hello                 |
| "Acapella"                                                                        | 2013 | 72                   | —                    | 34                   | 4                    | 30                   | 63                   | —                    | —                    | 9                    | —                    | - RIAA: Oro - ARIA: 3× Platino - MC: Oro - RMNZ: Oro                                          | Pulses                |
| "I Want It All"                                                                   | 2014 | —                    | —                    | 39                   | —                    | —                    | —                    | —                    | —                    | —                    | —                    |                                                                                               | Pulses                |
| "Sugar"                                                                           | 2014 | —                    | —                    | —                    | —                    | —                    | —                    | —                    | —                    | —                    | —                    |                                                                                               | Leo Rising            |
| "Yesterday"                                                                       | 2014 | —                    | —                    | —                    | —                    | —                    | —                    | —                    | —                    | —                    | —                    |                                                                                               | Sin álbum             |
| "Along the Road"                                                                  | 2015 | —                    | —                    | —                    | —                    | —                    | —                    | —                    | —                    | —                    | —                    |                                                                                               | Leo Rising            |
| "Didn't Know You"                                                                 | 2015 | —                    | —                    | —                    | —                    | —                    | —                    | —                    | —                    | —                    | —                    |                                                                                               | Leo Rising            |
| "Come with Me (Pure Imagination)"                                                 | 2016 | —                    | —                    | —                    | —                    | —                    | —                    | —                    | —                    | —                    | —                    |                                                                                               | Leo Rising            |
| "Blame It on My Heart"                                                            | 2016 | —                    | —                    | —                    | —                    | —                    | —                    | —                    | —                    | —                    | —                    |                                                                                               | Leo Rising            |
| "—" denotes a recording that did not chart or was not released in that territory. |      |                      |                      |                      |                      |                      |                      |                      |                      |                      |                      |                                                                                               |                       |

### Como artista Invitado
| Título                                                                            | Año  | Posiciones en Listas | Álbum   |
| Título                                                                            | Año  | US Dance Digital     | Álbum   |
| --------------------------------------------------------------------------------- | ---- | -------------------- | ------- |
| "Bang It Out" (Breathe Carolina con Karmin)                                       | 2014 | 44                   | Savages |
| "Young in Love" (Borgeous con Karmin)                                             | 2016 | —                    | 13      |
| "—" denotes a recording that did not chart or was not released in that territory. |      |                      |         |

## Premios y nominaciones
| Año  | Trabajo         | Premio                     | Categoría             | Resultado |
| ---- | --------------- | -------------------------- | --------------------- | --------- |
| 2011 | Karmin          | American Music Award       | New Media Honoree     | Ganador   |
| 2012 | Karmin          | MTV O Music Awards         | Web Born Star         | Nominado  |
| 2012 | Karmin          | Teen Choice Awards         | Breakout Group        | Ganador   |
| 2012 | Karmin          | Teen Choice Awards         | Web Star              | Nominado  |
| 2012 | Karmin          | PopRepublic It List Awards | Breakthrough Artist   | Ganador   |
| 2012 | Karmin          | PopRepublic It List Awards | Best Intl Group       | Nominado  |
| 2012 | "Brokenhearted" | PopRepublic It List Awards | Best Single           | Ganador   |
| 2012 | Hello           | PopRepublic It List Awards | Best Album            | Nominado  |
| 2014 | Karmin          | World Music Awards         | World's Best Group    | Nominado  |
| 2014 | Karmin          | World Music Awards         | World's Best Live Act |           |
| 2014 | "Acapella"      | World Music Awards         | World's Best Song     |           |
| 2014 | "Acapella"      | World Music Awards         | World Music Awards    |           |